# Карлос Мендиета
Карлос Мендиета Монтафур (на испански: Carlos Mendieta Montefur) е кубински политик, временен президент на Куба, заемайки този пост през 1934 г. и 1935 г.

## Кариера
Като голям противник на Херардо Мачадо, Мендиета е назначен за временен президент на Куба през 1934 г. чрез преврат, воден от Фулхенсио Батиста. По време на неговото президентство жените получават право на глас и поправката Плат е отменена. Мендиета подава оставка през 1935 г., след като вълненията продължават.
Женен за Кармела Ледон (? - 20 юли 1942 г.)с която има едно дете, Кармен Мендиета-Ледон.